# HTC Magic
Das HTC Magic ist nach dem HTC Dream das zweite Seriengerät mit dem Betriebssystem Android. Der wesentliche Unterschied zwischen den beiden Smartphones ist, dass das HTC Magic keine ausziehbare konventionelle Tastatur hat. Deshalb fällt das HTC Magic flacher und leichter aus.
In Deutschland, Frankreich, Großbritannien und Spanien wird das HTC Magic exklusiv von Vodafone vermarktet und es ist in Deutschland seit April 2009 erhältlich. In Italien wird es auch von anderen Mobilfunkanbietern verkauft. In Österreich ist das HTC Magic seit Juni 2009 erhältlich.
Bis Mitte August 2009 konnte das HTC Magic bereits eine Million Mal verkauft werden.
Seit dem 14. Dezember 2010 ist Android in der Version 2.2.1 für das HTC Magic von Vodafone (HTC Magic 32B) per Over-the-Air-Update verfügbar.